# Ela Longespée
Ela Longespée, condesa de Warwick (m. 9 de febrero de 1298) fue una mujer de la nobleza inglesa. Fue la hija de Ela de Salisbury, III condesa de Salisbury, y William Longespée, así como la hermana de Nicholas Longespée, obispo de Salisbury. Ela se casó, en primer lugar, con Thomas de Beaumont, VI conde de Warwick; y, en segundo lugar, con Philip Basset. Fue una gran benefactora religiosa, y contribuyó a la fundación de Merton College, en la Universidad de Oxford.

## Primeros años y primer matrimonio
Ela nació, probablemente, alrededor del año 1210. En el verano de 1229, contrajo nupcias con Thomas de Beaumont, de 24 años, hijo del conde Henry de Warwick. Thomas sucedió a su padre poco después. Esta unión aportó a su esquilmado condado la importante porción nupcial de Ela, el señorío de Chitterne (Wiltshire). El matrimonio desgastó aún más el condado: para atraerlo, los Warwick contribuyeron con un usufructo viudal de cinco de los señoríos de su dominio, entre ellos el de Tanworth-in-Arden, así como el bosque de Sutton (Warwickshire). El conde murió sin dejar descendencia el 27 de junio de 1242, por lo dejó a que convertida en una rica viuda.

## Primera viudez y segundo matrimonio
En 1249, Ela participó junto a su madre en la fundación de la abadía de Lacock, a la que donó el señorío de Hatherop (Gloucestershire). Se afincó principalmente en Oxfordshire, donde tenía su gran señorío de Hook Norton como parte de su usufructo viudal. Ya en 1248 había iniciado una relación con Philip Basset, un destacado juez y señor de la baronía de High Wycombe que ese mismo año estuvo involucrado en los intereses comerciales que tenía Ela en Warwickshire. Se casaron alrededor de 1254, después de que Philip obtuviera una dispensa papal porque la pareja estaba emparentada en tercer grado. Según parece, fue un matrimonio próspero, y Ela participó en varias de las transacciones de bienes de su marido, antes de fallecer éste en 1271. Juntos, patrocinaron a los frailes, y contribuyeron con dinero y apoyo a la fundación de la nueva universidad de Walter de Merton. No tuvo descendencia de este segundo matrimonio. 

## Segunda viudez
Tras la muerte de Philip Basset en 1271, Ela se quedó sin protector y expuesta a la hostilidad de William de Beauchamp, el nuevo conde de Warwick, ya que poseía una parte sustancial de los bienes del condado que recaerían en manos de William cuando ella muriera. Entre 1275 y 1278, el conde libró una costosa batalla en los tribunales para quitárselos. Finalmente, en 1289, Ela le entregó los señoríos de Claverdon y Tanworth-in-Arden, aunque no se sabe si se debió a un incentivo económico. Pese a este y otros litigios, Ela aún disponía de recursos para donar dinero y tierras a muchas casas religiosas, lo cual consta en el extraordinario rollo que recoge sus obras y las recompensas espirituales que esperaba de ellas. Entre sus donaciones se encontraban las que hizo a las abadías de Oseney, Thame, Rewley, Lacock y Godstow, y a los prioratos de santa Frideswide, Bicester y Studley. En sus cartas también constan otras concesiones a cambio de misas: a la abadía de Reading y al priorato de Selborne. En 1293, Ela fundó el cofre de Warwick de la Universidad de Oxford (cuantiosas becas destinadas a estudiantes pobres), y donó dinero para la capilla de Balliol College.
Ela se retiró a Godstow en la década de 1290, y murió en 1298, un año después que su hermano Nicholas. Su cuerpo recibió sepultura en Oseney y sus vísceras, en Rewley. Es posible que enterraran su corazón en otra parte. Conservó el apellido de Longespée, y en todos sus sellos figura de manera destacada su propio blasón, así como el de sus maridos.